# Nyhedendom

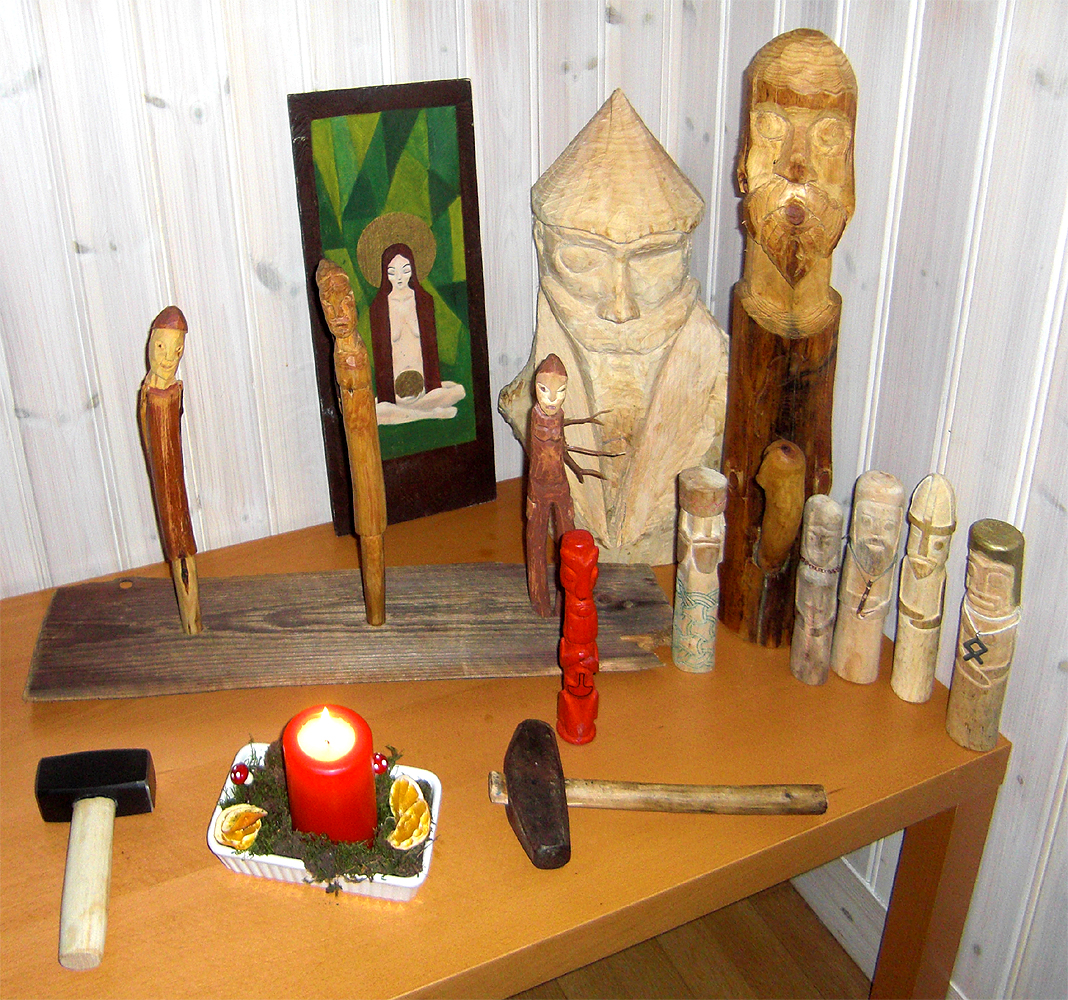
Nordiska gudabilder vid ett julgille för forn sed i Göteborg

Nyhedendom eller neopaganism är utövande av hedniska religioner i modern tid, till exempel modern asatro, wicca, nyschamanism, modern druidism, zuism (mesopotamisk nyhedendom), rodnoveri (slavisk nyhedendom) och dodekateism (grekisk nyhedendom). 

## Tro
Nyhedniska rörelser är vanligen polyteistiska och har begreppet gud på olika sätt. Många dyrkar moder jord och därmed medföljande kvinnliga aspekter på andlighet. De delar tros- och ritualgemenskaper. Tänkare som Kelsos och Julianus Apostata, Pierre Gassendi, Margot Adler, Charles Godfrey Leland och Margaret Murray har påverkat dem.
En utbredd uppfattning är olika varianter av animism.

## Utbredning
Geografiskt finns nyhedniska grupper i hela Europa, Nordamerika och den västliga världen. 
Nyhedniska grupper bredde ut sig vanligen efter 1850.